# 杜軍案
杜軍案，是指美國投資銀行大摩亞洲區固定收益部前董事總經理杜軍，英文名:Du Jun，來自北京，因為在香港當財務顧問期間，干犯內幕交易，在香港被控有罪，判監7年。
杜軍案，成為香港最新一個內幕交易案例。杜軍因為知道內幕消息，搶先自己買賣中信資源（1205）股票，構成內幕交易。香港區域法院法官陳慶偉批評杜軍無誠信，行為嚴重影響香港國際金融中心形象。2009年9月18日，法官裁定杜軍10項內幕交易罪名成立，判處入獄7年3個月，但由於區域法院可判的最高刑期為7年，遂改為7年。根據《證券及期貨條例》，利用內幕消息圖私利可判刑10年。杜軍多次沽售，雖然實際只得2百幾萬港元利潤。不過法官認為名義利潤（notional profit）原則考慮，犯人內幕消息的收益，按消息公布後市價計算，認定杜軍非法利益是2千幾萬元。杜軍案係刑事判決。

## 外部參考
- 明報1[永久]
- 明報2[永久]